# Phare de Stenen Baak
Le phare Stenen Baak est un phare inactif situé sur la rive de la Meuse de Brielle, près du village d'Oostvoorne (commune de Westvoorne), province de Hollande-Méridionale aux Pays-Bas.
Il est classé monument national en 1966 par l'Agence du patrimoine culturel des Pays-Bas .

## Histoire
La construction d'une tour en pierre fut décidée après l'incendie des précédentes balises en bois. L'édifice a été conçu et construit en 1630 par Maerten Cornelis Paeyse, charpentier de la ville de Brielle. Jusqu'en 1781, le phare servit de guide pour la navigation dans l'embouchure de la Meuse et marquait l'entrée du port de Brielle.. Dans la lanterne en bois avec des vitraux au sommet de la tour, un grand feu à charbon brûlait la nuit et était activé par un soufflet. Avec une balise plus petite, le Stenen Baak formait une ligne de phares : si un navire se trouvait juste devant le canal, les deux feux se superposaient. En raison de la variabilité des canaux et des bancs de sable , la petite balise était mobile.
La tour carrée  est en brique et en pierre naturelle, avec trois sections à peine en retrait. Une lanterne en bois surmontait celle-ci, mais elle a été retirée entre 1800 et 1807. Le phare fut désactivé en 1850. Des restaurations ont été effectuées en 1939 et 1965. Depuis 1999, des plans de réutilisation ont été élaborés et, depuis juillet 2004, la tour a été ouverte au public. Il est possible de monter les escaliers et une exposition permanente explique l’histoire de la structure et de l’environnement.
La gestion du monument a été transférée à l'Organisation des monuments nationaux en 2016.
Identifiant : ARLHS : NET-071 .
|          |
| Le phare |

|          |
| Le phare |

### Lien connexe
- Liste des phares des Pays-Bas